# Všesvazové referendum o zachování Sovětského svazu

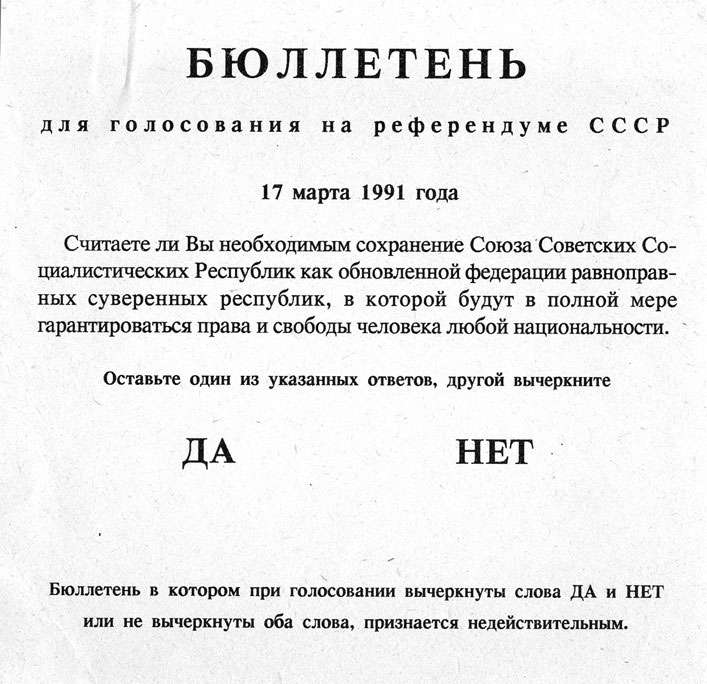
Hlasovací lístek ve Všesvazovém referendu o zachování SSSR

Všesvazové referendum o zachování Sovětského svazu (rusky Всесоюзный референдум о сохранении Союза Советских Социалистических республик, Vsěsojuznyj referendum o sochraněniji Sojuza Sovětskich Socialističeskich respublik) bylo referendum, které proběhlo 17. března 1991 na většině území Sovětského svazu a ve kterém byla voličům předložena k zodpovězení tato otázka:
Považujete za nutné zachování Svazu sovětských socialistických republik jako obnovené federace rovnoprávných suverénních republik, ve které budou v plné míře zaručena práva a svobody člověka jakékoli národnosti?

## Průběh
Bylo to jediné svobodné a přímé hlasování v dějinách Sovětského svazu, byť poznamenané poměrně rozsáhlým bojkotem. Referendum oficiálně bojkotovalo šest z celkem 15 svazových republik: Arménie, Gruzie (nikoli však Abcházie a Jižní Osetie), Moldávie (nikoli však Podněstří a Gagauzsko) a pobaltské státy (ale nikoliv úplně jejich veřejnost, zejména národnostní menšiny; na Litvě a v Estonsku se tak účastnilo 18,8 %, resp. 19,4 % voličstva, v Lotyšsku dokonce více než pětina: 22,9%, přičemž drtivou většinou 95–98,9 % ve všech třech případech voliči odpověděli kladně). V pobaltských republikách proběhla krátce před všesvazovým referendem vlastní konkurující referenda, ve kterých se většina hlasujících vyslovila pro odtržení těchto republik od Sovětského svazu.
V jednotlivých svazových republikách byly výsledky hlasování tyto:
| Svazová republika  | Účast v hlasování (v procentech) | Hlasující „ano“ (v procentech) |
| ------------------ | -------------------------------- | ------------------------------ |
| RSFSR              | 75,4                             | 71,3                           |
| Ukrajinská SSR     | 83,5                             | 70,2                           |
| Běloruská SSR      | 83,3                             | 82,7                           |
| Uzbecká SSR        | 95,4                             | 93,7                           |
| Kazašská SSR       | 88,2                             | 94,1                           |
| Ázerbájdžánská SSR | 75,1                             | 93,3                           |
| Kyrgyzská SSR      | 92,9                             | 96,4                           |
| Tádžická SSR       | 94,4                             | 96,2                           |
| Turkmenská SSR     | 97,7                             | 97,9                           |

Referenda se zúčastnilo 79,5 % oprávněných voličů, z nichž 76,43 % odpovědělo na položenou otázku kladně. Největší podporu mělo zachování Sovětského svazu v zemědělských oblastech a sovětské Střední Asii, nejmenší v největších městech – Moskvě, Leningradu a Kyjevě.

## Následný vývoj
Na zachování Svazu však ani takovýto výsledek svobodného hlasování neměl už vliv; demokratizující a zároveň i nacionalistická a separatistická hnutí v jednotlivých republikách byla již příliš silná. V neposlední řadě ani samotná RSFSR, zdaleka největší sovětská republika, neměla zájem „živit ostatní“ a udržet soustátí za každou cenu. Tečku za faktickou existencí Svazu učinil neúspěšný srpnový puč, po němž už vše zřetelně směřovalo k rozpadu: následně do 1. prosince 12 z 15 svazových republik již vyhlásilo samostatnost, takže se nakonec prezidenti Ruska, Běloruska a Ukrajiny Bělověžskou dohodou (8. prosince 1991) shodli na rozpuštění Sovětského svazu, k čemuž také ve dnech 25. a 26. prosince t. r. došlo.